# Helicon (cráter)

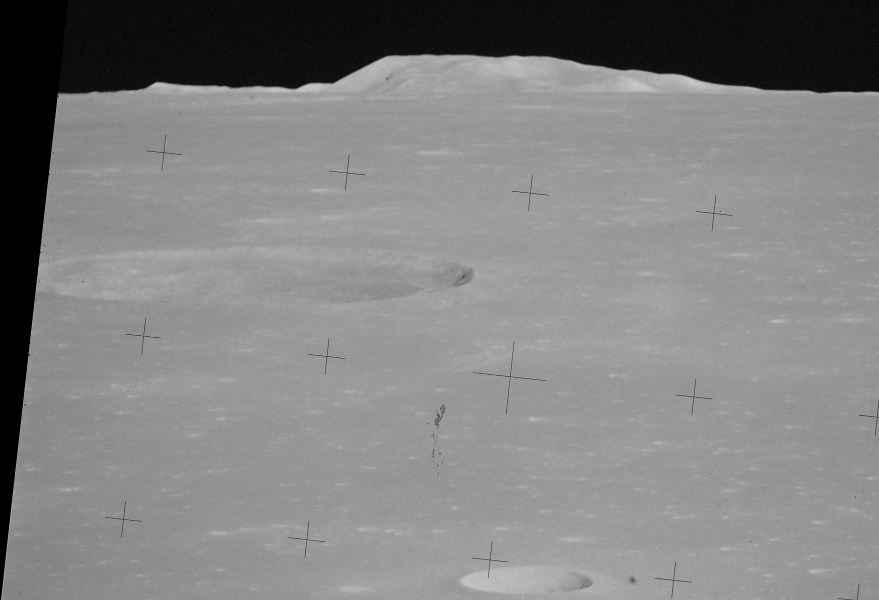
Fotografía de la misión Apolo 15

Helicon es un pequeño cráter de impacto lunar que se encuentra en la parte norte del Mare Imbrium. Al noroeste se halla el prominente Sinus Iridum, una bahía rodeada de las montañas que delimitan el mar lunar. Justo al este aparece el cráter ligeramente más pequeño Le Verrier. Excepto Carlini, no se localizan otros cráteres destacables en los alrededores. Más lejos, al sur y al noreste se hallan los pequeños cráteres Guang Han Gong, Tai Wei, Tai Shi y Zi Wei.
|  |
|  |

Helicon es una formación casi circular con paredes internas que se curvan hacia abajo hacia una plataforma relativamente plana. Presenta un pequeño cráter situado en el punto medio del interior, y otro más en el lado suroeste del brocal.

## Cráteres satélite
Estos elementos se identifican en los mapas lunares colocando la letra en el lado del punto medio del cráter que está más cercano a Helicon.
|         | \| Helicon \| Coordenadas \| Diámetro \| \| ------- \| ----------------------------- \| -------- \| \| B \| 38°00′N 21°18′O / 38.0, -21.3 \| 6 km \| \| C \| 40°06′N 26°12′O / 40.1, -26.2 \| 1 km \| \| E \| 40°30′N 24°06′O / 40.5, -24.1 \| 3 km \| \| G \| 41°42′N 24°54′O / 41.7, -24.9 \| 2 km \| |          |
| Helicon | Coordenadas | Diámetro |
| B       | 38°00′N 21°18′O / 38.0, -21.3 | 6 km     |
| C       | 40°06′N 26°12′O / 40.1, -26.2 | 1 km     |
| E       | 40°30′N 24°06′O / 40.5, -24.1 | 3 km     |
| G       | 41°42′N 24°54′O / 41.7, -24.9 | 2 km     |